# Scouts en Gidsen Vlaanderen
Scouts en Gidsen Vlaanderen is een Vlaamse jeugdbeweging met meer dan 83.500 leden (2020) in ruim 500 plaatselijke groepen de grootste scoutingfederatie in België. De organisatie was tot 2006 bekend als het Vlaams Verbond van Katholieke Scouts en Meisjesgidsen afgekort als VVKSM. Het doel van deze jeugdbeweging is om, via de methode van scouting, bij te dragen aan de ontplooiing van kinderen en jongeren tussen 6 en 17 jaar, als individu, in groep en binnen de samenleving. De methode van Scouting steunt op vijf pedagogische basispijlers: dienst, medebeheer, engagement, ploegwerk en zelfwerkzaamheid, met openluchtleven als kenmerkend kader voor activiteiten.

## Geschiedenis

### Oorsprong van de scouts in België (1907-1912)
De oorsprong van Scouts en Gidsen Vlaanderen ligt bij Scouting, een jeugdbeweging opgericht door Robert Baden-Powell in 1907. In 1909 werd in Brussel de eerste Belgische scoutsgroep opgericht door Harold Parfitt, een Schotse immigrant. Daarmee werd het de eerste scoutsgroep op het Europese vasteland. Vooral de ontdekking van verschillende pluralistische milieus in Brussel leidde tot een zekere populariteit van de beweging. Rond dezelfde periode ontstonden ook de eerste scoutsgroepen met een katholiek accent.

### Ontstaan van een Belgische katholieke Scoutsbeweging (1912-1930)
Jules Petit wordt gezien als de oprichter van de eerste katholieke scoutsgroep: de Belgian Catholic Scouts (BCS). In 1912 werd de naam omgedoopt tot Baden-Powell Belgian Boy Scouts (BPBBS). Niet-katholieke groepen verenigden zich in de Boyscouts de Belgique (BSB). In 1913 stichtte Georges de Hasque in Antwerpen de eerste katholieke Nederlandstalige scoutsgroep die was goedgekeurd door de BPBBS, de 1ste Sint-Jacob, een groep die nog steeds actief is. De eerste katholieke meisjesafdeling van de scouts, de Baden-Powell Belgian Girl Guides (BPBGG) werd onder leiding van M. Verpoorten opgericht in de Brusselse Marollenwijk. In 1916 stichtte Georges de Hasque in Antwerpen ook de eerste katholieke Vlaamse groep van zeescouts, als tegenhanger van de in 1913 opgerichte Seascouts de Belgique (SSB). Vanaf dat moment werd er gesproken van de Baden-Powell Belgian Boy and Sea Scouts (BPBBSS). Door taalproblemen en cultuurverschillen groeide de BPBBSS stilaan uiteen en in 1930 werd op basis van taal een officiële splitsing voltrokken. De BPBBSS werd hierbij opgesplitst in twee federaties, enerzijds de Nederlandstalige federatie Vlaamsche Verbond der Katholieke Scouts (VVKS) en anderzijds de Franstalige federatie Fédération des Scouts Catholiques (FSC). De Gidsenbeweging veranderde in 1929 hun naam van Baden-Powell Belgian Girl Guides tot Guides Catholiques de Belgique - Katholieke Padvindsters van België (GCB-KPB), maar was nog steeds een nationale beweging.

### Scouts in woelige tijden (1930-1945)
In de jaren dertig zette het VVKS in op leidersvorming en de uitbouw van een eigen methode. Op vele vlakken was het VVKS nog afhankelijk van de Franstalige FSC, onder andere voor hun leiderscursussen. Op zoek naar een manier om toenemende onafhankelijkheid te bekomen, liet toenmalig verbondscommissaris Maurits Vanhaegendoren zijn oog vallen op een onbewoond boswachtershuis in Sint-Joris-Weert. Deze grond kon het VVKS gebruiken voor vormingen, kampen of bezinningsmomenten. Aanvankelijk tracht het VVKS het domein te huren, maar door beroep te doen op de leden om acties op te zetten (zoals tombola's), kon het uiteindelijk toch de grond kopen. De aankoop van dit domein gebeurde in 1934 en werd hernoemd tot De Kluis.
De zichtbare toenemende internationale spanningen zet de beweging er vanaf augustus 1938 toe aan om zich voor te bereiden op een eventuele bezetting. Vanaf 1939 gaat een belangrijk deel van hun vergaderingen over EHBO, passieve luchtbescherming en brandbestrijding. In 1940, tijdens de Tweede Wereldoorlog, werd vanuit het nationaal secretariaat van de federatie VVKS aan haar leden de oproep gedaan om zo veel mogelijk aan dienstbetoon te doen. Bekende sociale acties waren bijvoorbeeld “winterhulp”, dienstbetoon aan behoeftigen in eigen rangen en hulp aan kinderen van krijgsgevangenen en oorlogsweduwen. Bij het bombardement op Mortsel, op 5 april 1943, hielpen verschillende scouts door hulpacties op te zetten. Tijdens de Tweede Wereldoorlog werd scouting niet verboden, maar het uniform mocht niet worden gedragen. De verhouding met andere jeugdbewegingen verliepen tijdens de bezetting stroef, omdat de scouts weigerde om onderdeel te worden van een collaborerende eenheidsjeugdbeweging. Dit bemoeilijkte verschillende keren de werking van de scouts.

### Verdere uitbouw van het VVKS en geleidelijke vorming van het VVKM (1945-1972)
Een van de meest merkwaardige evoluties vond plaats toen Jean-Luc Dehaene verbondscommissaris was van het VVKS (1963-1968). Hij streefde onder meer naar een modernisering van de beweging, door het uniform te vernieuwen: de verkenners droegen voortaan een lange broek als metafoor voor hun engagement in de maatschappij. Een korte broek, zo dacht het verbond toen, vervreemdde hen van de maatschappij. Deze vernieuwingsgolf wilde vooral een pedagogische discussie aanwakkeren, om het maatschappelijke engagement van de leden en leiding aan te wakkeren en te stimuleren.
De KMGB, de Katholieke Meisjesgidsen van België ontstond na de Tweede Wereldoorlog als een groepering van dissidente gidsen, naast de GCB-KPB. In de opeenvolgende jaren zal er een getouwtrek zijn of de KMGB wel of niet autonoom kan bestaan. Pas in 1961, en na verscheidene toenaderingspogingen tussen de KMGB en de GCB om opnieuw een nationale gidsenbeweging tot stand te laten komen, zal er een officiële erkenning zijn van de KMGB door de WAGGGS. Kort daarna veranderde de naam van de KMGB tot het Vlaams Verbond van Katholieke Meisjesgidsen (VVKM). Aangezien de Vlaamse Gidsen pas zeer laat hun eigen visie konden uitstippelen, was het nog niet zo een geoliede machine als het VVKS.

### Het VVKM-VVKS (1973-1981) en het VVKSM (1982-2006)
In 1973 zetten VVKM en VVKS het licht op groen voor één gezamenlijke structuur, verenigd als VVKM-VVKS. Deze structuur veranderde weinig voor de jongens in de beweging, aangezien het VVKS veel groter was dan het VVKM: één derde bestond uit vrouwen, twee derde bestond uit mannen. Voor de gidsen betekende dit aanvankelijk adaptatie aan de overwegend mannelijke beweging. In 1980 bestond slechts 19% van de verbondsleiding, 17% van de gouwleiding en 11% van de districtsleiding uit vrouwelijke leden.
Pas in 1982 richtte de verbondsraad van VVKM-VVKS statutair de VVKSM op: het Vlaams Verbond van Katholieke Scouts en Meisjesgidsen. In de loop van de jaren 1980 verminderde de populariteit van de traditionele jeugdbewegingen. Daardoor startte VVKSM een nationale pr-campagne: ‘Het verhaal gaat verder’. Om de eenheid van VVKSM te accentueren werd er een nieuw uniseks en ‘unitak’ (‘voor iedere tak hetzelfde’) uniform verspreid. Omdat het VVKSM wou dat scouting voor iedereen was, werd AKABE opgericht. Dat stond toen voor 'Afdeling Koningin Astrid Bijzondere Eisen' maar werd later aangepast naar ‘Anders kan best'. De organisatie is bedoeld voor jongeren met een beperking. De beweging streefde naar minstens één Akabe-groep per 'district' (een verzameling van 10 lokale groepen). De Vlaamse katholieke scouts en gidsen zijn openlijk tegen de discriminatie van holebi’s. In 2001 werd op initiatief van VVKSM een resolutie goedgekeurd die discriminatie van holebi's afkeurde. VVKSM ontving daarvoor de Homofolieprijs van de Holebifederatie (Çavaria).
Bij het groepsleidingscongres 360° scouting op 24 april 2005 werd de richting bepaald waarin VVKSM de volgende drie jaar wilde groeien. Op het congres bleek dat slechts weinig scoutsleid(st)ers nog praktiserend gelovig zijn en dat scoutsleid(st)ers Vlaanderen zien als een geografisch deel van België en niet als een onafhankelijk deel van België. Op dit congres werd beslist dat een samenwerking met FOS Open Scouting - de andere Vlaamse scoutsbeweging - overwogen moest worden. Ook een nieuwe naam werd niet uitgesloten.

### Scouts en Gidsen Vlaanderen (2006-heden)
Op 13 mei 2006 besliste de Verbondsraad (de algemene vergadering) om in navolging van een maatschappelijke seculariseringstendens het katholieke te laten vallen en de naam te veranderen in Scouts en Gidsen Vlaanderen. Het nieuwe logo voor de organisatie, een "steenman" of stapel stenen "die de scouts spelenderwijs doorheen avonturen gidst", kon niet op bijval rekenen. Op 12 mei 2007 werd een nieuw logo aangenomen, dat door de opeenstapeling van letters subtiel naar een steenman verwijst.
Tijdens de vluchtelingencrisis in België in 2015-2016 hielp Scouts en Gidsen Vlaanderen bij het opvangen van vluchtelingen. Vier jeugdverblijven werden ter beschikking gesteld om asielzoekers telkens één week op te vangen wanneer er herstellingswerken moesten gebeuren aan hun basisopvangplaats. De grootste jeugdverblijven, Merkenveld en De Brink beschikken over meer dan honderd bedden, twee kleinere verblijven, De Kluis en Moerkensheide over een lagere capaciteit. In totaal goed voor een capaciteit van 352 plaatsen. Tijdens de Coronacrisis in België deed de beweging een oproep om individueel aan te sluiten bij plaatselijke online initiatieven om met vrijwilligers hulp te bieden aan wie ziek is of tot een risicogroep behoort.

## Structuur

### Het verbond
Het verbond overkoepelt alle plaatselijke groepen en staat in voor het gemeenschappelijke beleid en de langetermijnvisie die Scouts en Gidsen Vlaanderen wil uitdragen. De meeste taken binnenin het verbond verlopen op vrijwillige basis. De algemene coördinatie (het verbondsbureau) gebeurt in de eerste plaats door de verbondscommissaris (VC). Deze persoon is de pedagogisch eindverantwoordelijke van de beweging en leidt de staf en het managementteam (zie verder). Daarnaast is er ook een verbondsvoorzitter. Deze persoon leidt de algemene vergadering en de raad van bestuur binnenin Scouts en Gidsen Vlaanderen. Ten slotte is er ook nog de verbondsbeheerder. Hij/zij staat draagt de financiële eindverantwoordelijkheid en houdt zicht op de financiële gezondheid van de beweging.
De medewerkers die gecoördineerd worden door het verbondsbureau bestaan uit de stafleden die helpen met het algemeen beleid te implementeren. Dit bestaat uit uiteenlopende zaken, gaande van de eindredactie van tijdschriften, het begeleiden van gouwen, het ondersteunen van integratie of een werkgroep omtrent het jaarthema. Daarnaast is er ook een managementteam, die de organisatie technisch aanstuurt en het beheer en de administratie in goede banen leidt. 

Ook kunnen vrijwilligers zich engageren op verbondsniveau, door deelname in ploegen. Deze ploegen werken tak- en themawerking uit binnenin de beweging. Ze trachten leiding zo te ondersteunen en te inspireren door artikels te schrijven, vorming te geven en publicaties en producten uit te geven. Ze worden daarbij meestal bijgestaan door een staflid. Aangezien Scouts en Gidsen Vlaanderen een sterke vrijwilligersbasis heeft, worden maar enkele personen binnenin het verbond vergoed voor hun diensten.

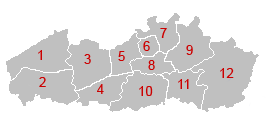
De gouwen van Scouts en Gidsen Vlaanderen

### Districten en gouwen
De structuur van Scouts en Gidsen Vlaanderen is verder opgebouwd uit 12 gouwen en 55 districten. Een gouw is een eerste opsplitsing onder het verbond, de districten een tweede opsplitsing. Een district is een overkoepeling van, geografisch gezien, enkele Scoutsgroepen. Een gouw is een overkoepeling van enkele districten. Elke gouw heeft een eigen bestuur met een tiental personen en organiseert vaak enkele grote activiteiten op gouw-niveau. De lijst van gouwen ziet er als volgt uit:
- 2 Gouwen in West-Vlaanderen: Noordzee (W1) en Zuidwest-Vlaanderen (W2)
- 3 Gouwen in Oost-Vlaanderen: Gent (O1), Land Van Egmont (O2) en Waas (O3)
- 4 Gouwen in Antwerpen: Antwerpen (A1), Heide (A2), Opsinjoor (A3) en Kempen (A4)
- 2 Gouwen in Vlaams-Brabant: Webra (B1) en Oost-Brabant (B2)
- 1 Gouw in Limburg: Limburg (L1)

Deze gouwen zijn elk onderverdeeld in ongeveer vijf districten. In een district zitten tot zo'n tien verschillende groepen (er zijn ongeveer 500 groepen). Een district wordt gecoördineerd door één of twee districtscommissarissen, die sterke contacten onderhoudt met plaatselijke groepen. Hij/zij staat de groepen bij met de kampen, vorming en eventuele problemen.

### De plaatselijke Scoutsgroepen

#### De leiding
De plaatselijke groepen bestaat uit leiding en leden. In de meeste groepen word je pas leiding op je achttiende. De leiding bestaat uit vrijwilligers die er voor kiezen om wekelijks activiteiten te organiseren voor de leden. Dit doen ze door creatief in te spelen op de leeftijd van de leden, waardoor elke deelgroep (dit wordt een tak genoemd in Scouting) eigen typische accenten hebben bij hun activiteiten. Om de coördinatie binnenin de tak vlot te doen verlopen duidt de leidingsgroep meestal een takleid(st)er aan die de eindverantwoordelijkheid draagt binnenin de tak. De takleiders van alle takken vormen samen de takleidersraad (TLR). De takleiding staat daarbij in rechtstreeks contact met de groepsleiding (GRL). De groepsleiding staat in voor de coördinatie van de volledige groep, verzorgt het algemene beleid en voorziet meestal de communicatie met de districten en de gouw. Om alles in goede banen te leiden tussen de leiding wordt er geregeld een groepsraad georganiseerd. Dit is een maandelijkse vergadering waar alle leiding van een groep samenkomt om te evalueren, te overleggen en te plannen. Het is een ernstige aangelegenheid. De Jins, de leidsters, de leiding, de groepsleiding en ex-leiding waarmee het goede contacten heeft noemt men de stam van een groep.

#### De leden
Deze structuur staat integraal ten dienste van de leden binnenin Scouts en Gidsen Vlaanderen. Het doel van de organisatie is de zelfontplooiing van kinderen en jongeren als individu, in groep en binnen de samenleving. De meeste groepen binnenin Scouts en Gidsen Vlaanderen hebben een gemengde werking met zowel meisjes als jongens. Toch zijn er ook nog verschillende groepen met enkel jongens of meisjes. De leden in een groep zijn per leeftijdsgroep verder opgedeeld in takken, zoals zichtbaar in onderstaand schema:
| Leeftijd  | Landscouts           | Landscouts           | Landscouts                              | Zeescouts      | Zeescouts      | Zeescouts      |
| Leeftijd  | Jongens              | Meisjes              | Samen                                   | Jongens        | Meisjes        | Samen          |
| --------- | -------------------- | -------------------- | --------------------------------------- | -------------- | -------------- | -------------- |
| 6 tot 7   | Kapoenen             | Kapoenen             | Kapoenen                                | Zeehondjes     | Zeehondjes     | Zeehondjes     |
| 8 tot 10  | Welpen               | Kabouters            | Wouters, wekab, welka's, kw's, kawellen | Zeewelpen      | Zeewelpen      | Zeewelpen      |
| 11 tot 13 | Jongverkenners       | Jonggidsen           | Jonggivers, jogi's                      | Scheepsjongens | Scheepsmeisjes | Scheepsmakkers |
| 14 tot 16 | Verkenners           | Gidsen               | Givers                                  | Zeeverkenners  | Zeegidsen      | Zeegivers      |
| 17        | Jins of voortrekkers | Jins of voortrekkers | Jins of voortrekkers                    | Loodsen        | Loodsen        | Loodsen        |

Binnen een tak kan er soms ook sprake zijn van enige structuur, maar dit verloopt op een zeer speelse en ongedwongen manier. Dit heet binnenin in Scouting een patrouillewerking: een ouder lid is daarbij verantwoordelijk voor een groep van 5 tot 10 vrienden. Bij de welpen of kabouters noemt men zo een groep een nest met een nestleider of gids als verantwoordelijke (en eventueel een hulpnestleider of hulpgids). Bij de oudere takken noemt men zo een groep een patrouille met een patrouilleleider (PL) als verantwoordelijke (en eventueel een hulppatrouilleleider (HPL)).

## Verbondscommissarissen

### VVKS
- 1930-1948: Maurits Vanhaegendoren
- 1948-1955: Maurits Coppieters
- 1955-1956: Fernand Nédée
- 1956-1961: Edouard Duvigneaud
- 1961-1963: Paul Van Remoortere
- 1963-1968: Jean-Luc Dehaene
- 1968-1971: Boudewijn Vercauteren
- 1971-1973: Jacques Perquy

### VVKM
- 1964-1966: Maggy Spaas
- 1966-1968: Maria De Poorter
- 1968-1973: Annie Leysen

### VVKS-VVKM
- 1973-1974: Jacques Perquy
- 1974-1977: Marc Van Peel
- 1978-1980: Bart Bouciqué
- 1980-1982: Luc Van Elsacker

### VVKSM
- 1982-1983: Luc Van Elsacker
- 1983-1986: Herman Lauwers
- 1989-1992: Linda Boudry
- 1992-1995: Gie Van den Eeckhout
- 1995-2001: An Verheyen
- 2001-2006: Rudy Verhoeven

### Scouts en Gidsen Vlaanderen
- 2006-2007: Rudy Verhoeven
- 2007-2010: Pieter Michiels
- 2010-2016: Christophe Lambrechts
- 2016-2019: Anton Smagghe
- 2019-2021: Wim Verschueren
- 2022-komt: Jo Deman

## Verbondsbeheerders

### VVKSM
- 1996-2002: Paul Deweer
- 2003-2005: Bjorn Winters
- 2005-2006: Pieter Willems

### Scouts en Gidsen Vlaanderen
- 2006-2011: Pieter Willems
- 2011-2017: Stefan Gyselaers
- 2017-2020: Pieter "Mara" Verberck
- 2020-2026: Addie Neyt

## Verbondsvoorzitters

### VVKSM
- 1997-2003: Geert Lambrechts
- 2003-2006: Geert Kempen

### Scouts en Gidsen Vlaanderen
- 2006-2009: Geert Kempen
- 2009-2012: Dries Vander Elst
- 2012-2018: Simon Smagghe
- 2018-2021: Pieter Lauwers
- 2021-2027: Dries Van Eyck

## Verblijven en kampeerplaatsen
Scouts & Gidsen Vlaanderen heeft een aantal jeugdverblijven en kampeerplaatsen in eigen beheer:
- De Brink (Herentals)
- De Kluis (Sint-Joris-Weert)
- De Winner (Pelt)
- Drieboomkensberg (Westmalle)
- Het Scoutshuis (jeugdherberg in Borgerhout)
- Merkenveld (Zedelgem)
- Moerkensheide (De Pinte)
- Woutershof (Kinrooi)

## Hopper
Hopper is de naam van de jeugdverblijven in Vlaanderen en van de webshop, en tot 2024 van vier fysieke winkels, gericht op groeps- en kampeermateriaal, uniformen voor leden van Scouts en Gidsen Vlaanderen en trekking- en spelkledij.
Hopper is ook de naam van het scoutsbier dat werd gebrouwen door de Brouwerij Van Steenberge en verdeeld werd in de Hopper-jeugdverblijven.